# Attu Station
Attu Station és una concentració de població designada pel cens dels Estats Units a l'estat d'Alaska. Segons el cens del 2000 tenia 20 habitants.

## Demografia
Segons el cens del 2000, Attu Station tenia 20 habitants. La densitat de població era de 0,1 habitants/km².
Per edats la població es repartia de la següent manera: un 0% tenia menys de 18 anys, un 35% entre 18 i 24, un 60% entre 25 i 44, un 5% de 45 a 60 i un 0% 65 anys o més.
L'edat mediana era de 30 anys. Per cada 100 dones hi havia 1.900 homes. Per cada 100 dones de 18 o més anys hi havia 1.900 homes.
Cap de les famílies estaven per davall del llindar de pobresa.

## Poblacions més properes
El següent diagrama mostra les poblacions més properes.